# Fritz Gajewski

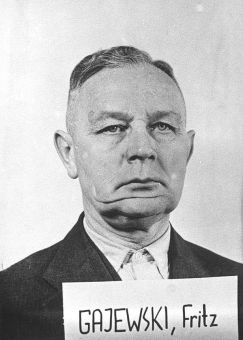
Fritz Gajewski während der Nürnberger Prozesse

Friedrich Fritz Gajewski (* 13. Oktober 1885 in Pillau; † 2. Dezember 1965 in Hahnwald bei Köln) war ein deutscher Manager der I.G. Farben und Wehrwirtschaftsführer.

## Leben und Wirken
Gajewski, Sohn eines Lehrers, wuchs mit elf weiteren Geschwistern in Ostpreußen auf. Nach dem Schulbesuch schloss er eine Apothekerlehre ab und studierte ab 1905 Chemie und Pharmazie an der Universität Leipzig. 1906 wurde er Mitglied der damaligen Freien schlagenden Verbindung Vandalia (1914–1933 Corps Vandalia Leipzig im RSC, 1933–1935 Burschenschaft Vandalia Leipzig in der DB). 1910 promovierte er zum Dr. phil. Nach einjährigem Wehrdienst wurde er bei der BASF tätig, wo er zunächst im Hauptlabor und der Färberei beschäftigt war. Von 1914 bis 1917 nahm er als Soldat am Ersten Weltkrieg teil. Er heiratete 1917, aus der Ehe gingen zwei Töchter hervor. 1917 wurde er in der BASF Betriebsleiter in Oppau, erhielt 1922 Prokura, assistierte ab 1925 Carl Bosch und wurde Direktor der I.G. Farben. Ab 1928 fungierte er als technischer Leiter bei Agfa und übernahm 1930 bei der I.G. Farben den Bereich Foto, Kunstseide und Zellstoffprodukte. Zudem war er dort Verbindungsmann und Mitglied des Aufsichtsrats (1936–1940) bei Dynamit Nobel.
Er war von 1931 bis 1945 im Vorstand der I.G. Farben und dort Leiter des Produktionsbereichs Photo und Synthetics. Zum 1. Mai 1933 trat er der NSDAP bei (Mitgliedsnummer 2.594.004), ab 1940 war er Mitglied des Südosteuropa-Ausschusses und ab 1942 Wehrwirtschaftsführer.
Nach Kriegsende wurde er am 5. Oktober 1945 durch die US-Army verhaftet. Im Nürnberger I.G.-Farben-Prozess wurde er in allen Anklagepunkten freigesprochen. Im Prozess sagte er zu seiner Entlastung aus, dass er den jüdischen Vorstandskollegen Gerhard Ollendorff aus Gestapo-Haft befreit habe. Im Kreuzverhör stellte sich jedoch heraus, dass er ihn zuvor selbst verraten hatte. Sein Verteidiger war Ernst Achenbach.
Im Jahr 1949 wurde er Geschäftsführer und 1952 Vorstandsvorsitzender der Dynamit Nobel AG, mit Paul Esselmann im Vorstand. Im Jahr 1957 verabschiedete er sich in den Ruhestand, sein kommissarischer Nachfolger wurde Ernst Fischer.

## Ehrungen
1953 erhielt Fritz Gajewski das Große Verdienstkreuz des Verdienstordens der Bundesrepublik Deutschland.
1961 erhielt er das Große Silberne Ehrenzeichen für Verdienste um die Republik Österreich.